# Rozszerzone prawo Debye’a-Hückla
Rozszerzone prawo Debye’a-Hückla – równanie opisujące współczynniki aktywności jonów w roztworze. Jest ono spełnione gdy siła jonowa (a więc i stężenie) analizowanych indywiduów chemicznych są względnie małe (< 0,01):
{\displaystyle \log \gamma _{\pm }=-{\frac {|z_{+}z_{-}|A{\sqrt {I}}}{1+aB{\sqrt {I}}}}}
dla dużych stężeń często dodaje się jeszcze jeden człon:
{\displaystyle \log \gamma _{\pm }=-{\frac {|z_{+}z_{-}|A{\sqrt {I}}}{1+aB{\sqrt {I}}}}+CI,}
{\displaystyle \gamma _{\pm }=\left(\gamma _{+}^{|z_{+}|}\gamma _{-}^{|z_{-}|}\right)^{\tfrac {1}{|z_{+}|+|z_{-}|}}} – średni współczynnik aktywności jonów,
{\displaystyle z_{+},} {\displaystyle z_{-}} – ładunki kationu i anionu wyrażone w jednostkach ładunku elementarnego,
{\displaystyle I} – siła jonowa roztworu,
{\displaystyle a} – średni promień uwodnionego jonu, np. dla jonu Na+ przyjmuje się 450 pm,
{\displaystyle A={\tfrac {F^{3}}{4\pi N_{\mathrm {A} }\ln 10}}{\sqrt {\tfrac {\rho }{2(\epsilon RT)^{3}}}}} – stała (dla roztworów wodnych w temperaturze 298 K równa jest 0{,}509),
gdzie:
{\displaystyle F} – stała Faradaya,
{\displaystyle N_{\mathrm {A} }} – stała Avogadra,
{\displaystyle \rho } – gęstość roztworu,
{\displaystyle \epsilon } – stała dielektryczna roztworu,
{\displaystyle R} – stała gazowa,
{\displaystyle T} – temperatura,
{\displaystyle \textstyle B={\sqrt {\frac {8\pi N_{\mathrm {A} }}{\epsilon RT}}}F} – stała,
{\displaystyle C} – stała empiryczna.
Jak widać, bez dodatkowego członu ({\displaystyle CI}) współczynniki aktywności malałyby wraz z pierwiastkiem z siły jonowej, chociaż ten spadek byłby zmniejszany przez wyraz w mianowniku wyrażenia. Jednak obecność dodatkowego członu proporcjonalnego do siły jonowej umożliwia opisanie roztworów o wyższych stężeniach, w których aktywność jonów jest wyższa, niż wynikałoby to z ich stężenia (współczynnik aktywności > 1). Dla sił jonowych poniżej 0,001 można stosować prawo graniczne Debye’a-Hückla.